# 19034 Santorini
19034 Santorini (2554 P-L) là một tiểu hành tinh nằm phía ngoài của vành đai chính.